# Провоторова, Мария Ивановна
Мари́я Ива́новна Провото́рова (в монашестве — Магдали́на; ум. 9 января 1902, Ардатов) — вторая игуменья Ардатовского Покровского женского монастыря.

## Биография
Из ранней биографии известно только, что была замужем за московским купцом, после смерти которого удалилась в Покровский монастырь в городе Ардатове Нижегородской губернии, куда поступила 10 августа 1873 года. Приняла монашество 4 сентября 1876 года с именем Магдалины. После ухода по болезни предыдущей нестоятельницы Иустины Андреевны Синицыной (в монашестве — Серафима) в 1886 году, 9 сентября того же года была избрана настоятельницей обители. За время её управления на территории монастыря были построены две каменные кельи, просфорня, молочная и каменный погреб. 14 ноября 1898 года при монастыре была открыта церковно-приходская школа, в которой обучались 45 девочек, из них 12 сироток проживали при монастыре. Матушка Магдалина была определена попечительницей этой школы. Скончалась 9 января 1902 года. Её место на посту настоятельницы заняла Татьяна Николаевна Горюнова (в монашестве — матушка Тарасия).